# Badets Dronning
Badets Dronning er en dansk komediefilm fra 1912 produceret af Nordisk Films Kompagni og instrueret af Eduard Schnedler-Sørensen efter manuskript af Gustav Hetsch.
Filmen havde dansk biografpremiere den 31. oktober 1912, og blev i England frigivet den 27. oktober 1912 under titlen The Queen of the Season. 

## Handling
Et tog afgår fra Hovedbanegården til Hornbæk, og med er fru Blank, som skal tilbringe nogle dage deroppe, mens manden og barnet bliver hjemme. På hotellet træffer hun tre ungkarle, som kappes om at gøre hende deres opvartning, uvidende om at hun er gift.
Megen spas og rivalisering både på stranden og hotellet. På afrejsens dag tager hun til Helsingør. Her eskorteres hun stadig af de tre herrer. Stribolt er med til at vælge en hat. Under togrejsen dukker de tre fyre atter op, men de får lange næser, da de på Hovedbanegården præsenteres for fru Blanks mand og datter.

## Medvirkende
- Else Frölich, Fru Blank
- Carl Alstrup, Ungkarl
- Oscar Stribolt, Ungkarl
- Torben Meyer, Ungkarl
- Sigurd Lomholt
- Frederik Jacobsen